# Stenobothrus maroccanus
Stenobothrus maroccanus är en insektsart som beskrevs av Boris Petrovich Uvarov 1942. Stenobothrus maroccanus ingår i släktet Stenobothrus och familjen gräshoppor.

## Underarter
Arten delas in i följande underarter:
- S. m. zemmourianus
- S. m. maroccanus